# Phaselia algiricaria
Phaselia algiricaria är en fjärilsart som beskrevs av Charles Oberthür 1913. Phaselia algiricaria ingår i släktet Phaselia och familjen mätare. Inga underarter finns listade i Catalogue of Life.